# Iñupiaq
Iñupiaq, inupiaq, inupiak eller inupiatun är en grupp dialekter från språket inuktitut som talas i norra och nordvästra Alaska. Inupiaq uppskattas ha runt 10 000 talare och folket kallas för iñupiater eller iñupiaqer/iñupiaker.
Alskans Inupiaq har tre huvuddialektgrupper och fem övriga dialekter.

## Dialekter

### Nordalaskagruppen
- 1. North Slope-dialekten talas runt den Arktiska kusten så långt söder ner till Kivalina.
- 2. Malimiutdialekten talas söder om Kivalina och runt Kotzebue längs med Kobukfloden och vid huvudet av Norton Sound samt i Koyuk och Unalakleet.

### Anatuvuk Pass
- 3. Nunamiudialekten

### Seward Peninsula
- 4. Bering Strait-dialekten talas på King Island och Diomederna. Dialekten talas även i byarna runt om Nome.
- 5. Qawiaraqdialekten talas i Teller, nära den egentliga byn Qawiaraq och i byar söder om Nome så långt ner som Unalakleet.